# Mòjiāng virus
Il virus Mòjiāng (MojV), ufficialmente Mojiang henipavirus, è un virus della famiglia dei Paramyxoviridae.
Sulla base della filogenetica, il virus Mòjiāng è collocato nel genere Henipavirus o descritto come un virus simile all'henipa.
Gli anticorpi prodotti contro le glicoproteine del virus Mòjiāng sono sierologicamente distinti dagli altri henipavirus (tra i quali si osserva una maggiore reattività crociata).

## Storia
Nella primavera del 2012, tre minatori che lavoravano in una miniera di rame abbandonata nella contea autonoma di Mojiang Hani, nel sud della Cina, hanno sviluppato una polmonite fatale.
I campioni sono stati portati al Wuhan Institute of Virology dove Shi Zhengli e i suoi colleghi hanno eseguito test PCR e hanno scoperto che i campioni non erano il coronavirus di pipistrello Rp3 né SARS-CoV2.
Le specie di mammiferi presenti nella grotta, tra cui Rhinolophus ferrumequinum, Rattus flavipectus e Crocidura dracula, sono state testate per virus infettivi e RNA virale.
Sono state ottenute 38 letture di sequenze strettamente correlate ai membri del genere Henipavirus. Il virus infettivo può essere recuperato solo da quattro campioni di R. flavipectus e sono stati coltivati in cellule Vero E6, BHK-21 e HEp-2.
Sebbene non sia stata documentata alcuna trasmissione da persona a persona, l'intera gamma di mammiferi suscettibili al virus Mòjiāng è sconosciuta. Mentre gli henipavirus Hendra, Nipah, Cedar, Kumasi e Madagascar sono noti per essere ospitati tra i chirotteri, principalmente Pteropus spp, MojV è l'unico henipavirus che si ritiene si trovi esclusivamente nei roditori.

## Virologia
Il recettore della superficie cellulare per il virus Mòjiāng rimane sconosciuto. A differenza di tutti gli altri membri noti di Henipavirus, il virus Mòjiāng non lega l'Ephrin B2 / B3.
La glicoproteina di attaccamento del virus Mòjiāng (MojV-G) manca di un sito di legame dell'Efrina B2/B3 e non si lega ad altri comuni recettori del paramyxovirus, incluso l'acido sialico o CD150, nella coltura cellulare. MojV-G è il gene più divergente, con una sequenza di HeV-G inferiore al 50%. Ciò rende MojV-G divergente da HNV-G poiché HNV-G divergente dalla glicoproteina dell'attaccamento del morbillivirus. «Complessivamente, questi dati indicano un percorso unico di ingresso nella cellula ospite per questo HNV emergente e potenzialmente patogeno.»
Il virus Mòjiāng è affine al RaTG13, che è un betacoronavirus simile alla SARS scoperto nel 2013 negli escrementi di pipistrelli di una grotta mineraria nella contea di Mojiang.